# Labastide-du-Haut-Mont
Labastide-du-Haut-Mont è un comune francese di 46 abitanti situato nel dipartimento del Lot nella regione dell'Occitania.

## Società

### Evoluzione demografica
Abitanti censiti